# 英勝院
英勝院（日语：／ Eishō-in；1578年12月7日—1642年9月17日），安土桃山時代至江戸時代前期的女性，是德川家康的側室，是絕世美女。本名不詳，通常被稱為於梶、於八、於勝。里見氏的舊臣、太田康資的女兒。母親是遠山直景的長女，北條氏康的養女。
於梶之方十三岁成為德川家康側室，當時家康四十九歲，相差三十六歲，但她非常聰明，很得家康的寵愛。
於梶長大後，家康曾將她改嫁給家臣松平正綱。可是於梶很討厭正綱，一個月後又回到家康身邊。有人認為，於梶對家康來說十分重要。也有另一種說法是，當時於梶嫁給正綱時已經懷有家康的孩子，所以才被送回德川家。
有關於於梶的聰明，流傳著一個故事。有一日家康和本多忠勝、大久保忠鄰在賞花時，家康突然問：「在食物中最好吃的東西是什麼？」這是一個依個人喜好而回答的問題，不過在旁邊煎茶的於梶回答：「最好吃的東西是鹽。因為如果沒有鹽的話，食物就沒有任何味道。」這個意外的答案令在場全部的人欽佩。家康又問：「那麼最不好吃的東西又是什麼？」於梶回答：「最不好吃的東西也是鹽。因為如果鹽沒有搭配食物的話，也會因為太鹹而沒辦法下嚥。」全部的人更加欽佩於梶的聰明。很多人認為於梶如果是男人，一定能成為指揮軍隊的將領。
於梶在關原會戰曾女扮男裝騎馬跟隨家康，後來戰勝的家康也將於梶改名「於勝」。而她在大坂之戰（夏、冬）也有同行。
同時，於梶也和家康一樣的節省。於梶曾說過：「我是可以每天穿新的衣服，但是節檢才可以積蓄財富，因此要節省。」於梶說節約是為了準備大事，小錢經過積累也可以成為龐大的財富，於梶與家康有著同樣的經濟觀念。因此信賴於梶的家康將駿府城的內部財政交由於梶管理。
於梶在慶長12年（1607年）1月，生下家康最後的孩子，六女市姬（雖然多作五女，但在市姬前有一個出生後即死的異母姊）。不過，市姬在四歲時夭折，家康於是讓自己的么子鶴千代（側室蔭山殿（於萬之方）所生的十一子，水戶第一代賴房）、孫子虎松（次子秀康的次男，以後的松平忠昌）以及外孫女振姬（次女督姬和池田輝政之女，伊達忠宗正室）成為於梶的養子。
元和二年（年），家康逝世後，三十九歲的於梶落髮出家，法名英勝院。之後的三代將軍家光對於梶特別禮遇，她屢次被召見入江戶城閒談。寬永11年（1634年）6月家光下賜鎌倉扇谷，於梶修建英勝院，並撫養賴房的女兒，成為英勝院的住持。寬永19年（1642年），於梶病故，享年六十五歲，法名英勝院殿長譽清春大禪定尼，墓在英勝寺。